# Matthaea sancta
Matthaea sancta là một loài thực vật thuộc họ Monimiaceae. Loài này có ở Indonesia, Malaysia, Philippines, và Singapore.